# La Boîte à fantasmes de Tinto Brass
Pour plus de détails, voir Fiche technique et Distribution.
La Boîte à fantasmes de Tinto Brass (Fermo posta Tinto Brass) est une comédie érotique italienne réalisée par Tinto Brass et sortie en 1995.

## Synopsis
Tinto Brass, le protagoniste du film, reçoit des lettres d'admirateurs racontant leurs fantasmes et aventures érotiques, les commente et les lit avec sa secrétaire Lucia, « aux formes généreuses » et sans culotte, à ses côtés. Brass joue son propre rôle, commentant les différents épisodes et rejouant le fantasme du dernier épisode.
Sguardi
Milena fait malicieusement l'amour à son petit ami Dario sur la plage d'Ostie, avec la complicité involontaire d'un autre couple qui la regarde avidement.
Il preservativo
Entre Bassano del Grappa et Trévise, entre la maison et le casino, Guido et Elena, mari et femme dans le style « bella di giorno ».
La mutandine
Dans l'amphithéâtre de Sutri, Elisabetta, une jeune fille provocante, offre un strip-tease à couper le souffle à un jeune touriste japonais qui capture la performance impromptue avec le téléobjectif de son appareil photo.
Videocasalinghi
Renata et Piero, Maria et Mario sont deux couples passionnés de vidéos de sexe amateur, qui se rencontrent d'abord dans des magazines spécialisés, puis en personne.
La telefonata
Scarlett simule un rapport sexuel avec un inconnu au téléphone, puis conclut avec son mari Gianni.
Incontri
Situé à Turin, en Italie, le monde de l'échangisme est raconté par Francesca et Paolo, un jeune couple pratiquant cette habitude.
Ho perso te
L'action se déroule à Naples : Filippo a le vice du jeu et joue donc avec sa belle femme Ivana qui, après s'être donnée aux deux créanciers de son mari pour rembourser la dette, se prend d'affection pour lui et l'invite à « perdre » à nouveau.
La segretaria
Tinto Brass illustre la manière dont il sélectionne les actrices en soumettant la future Gabry au « test de la pièce de monnaie ».
Stivaletti rosso tango
Lucia se libère de ses inhibitions et raconte son fantasme : dans un magasin de chaussures excentrique, elle se fait ajuster une paire de bottines par Brass lui-même.

## Fiche technique
- Titre italien : Fermo posta Tinto Brass[1]
- Titre français : La Boîte à fantasmes de Tinto Brass[2]
- Réalisateur : Tinto Brass
- Scénario : Tinto Brass, Aurelio Grimaldi, Claudio Lizza
- Photographie : Dante Dalla Torre
- Montage : Tinto Brass
- Musique : Riz Ortolani
- Costumes : Ivan Crnojevic
- Maquillage : Claudia Reymond/Shone
- Production : Massimo Ferrero, Giovanni Bertolucci
- Société de production : California Film, Produttori Associati
- Pays de production :  Italie
- Langue originale : italien
- Format : Couleur - 1,85:1 - 35 mm
- Durée : 91 minutes
- Genre : Comédie érotique italienne
- Dates de sortie :
  - Italie : 30 août 1995
  - France : 17 août 2006 (sortie DVD)

## Distribution
- Tinto Brass : lui-même
- Cinzia Roccaforte : Lucia, la secrétaire
- Cristina Rinaldi (it) : Ivana di Napoli, épouse de Filippo
- Erika Saffo Savastani : Elena / Michelle de Bassano del Grappa
- Gaia Zucchi : Renata, épouse de Piero
- Carla Solaro (it) : Francesca di Torino
- Gabriella Barbuti : Rossella
- Alessandra Antonelli : Elisabetta
- Laura Gualtieri : Milena, la petite amie de Dario
- Sara Cosmi (it) : Wanda di Losanna, la « collègue » de « Michelle »
- Claudia Biagiotti (alias Nikita) : Maria
- Paolo Lanza (it) : Guido / « Carlo » de Bassano del Grappa, époux d'Elena
- Pascal Persiano (it) : Paolo di Torino, époux de Francesca
- Luca Flauto :
- Ghibly F. Lombardi : Mario, époux de Maria
- Gianni De Martiis : Gianni, époux de Rossella